# Owen Saunders-Davies

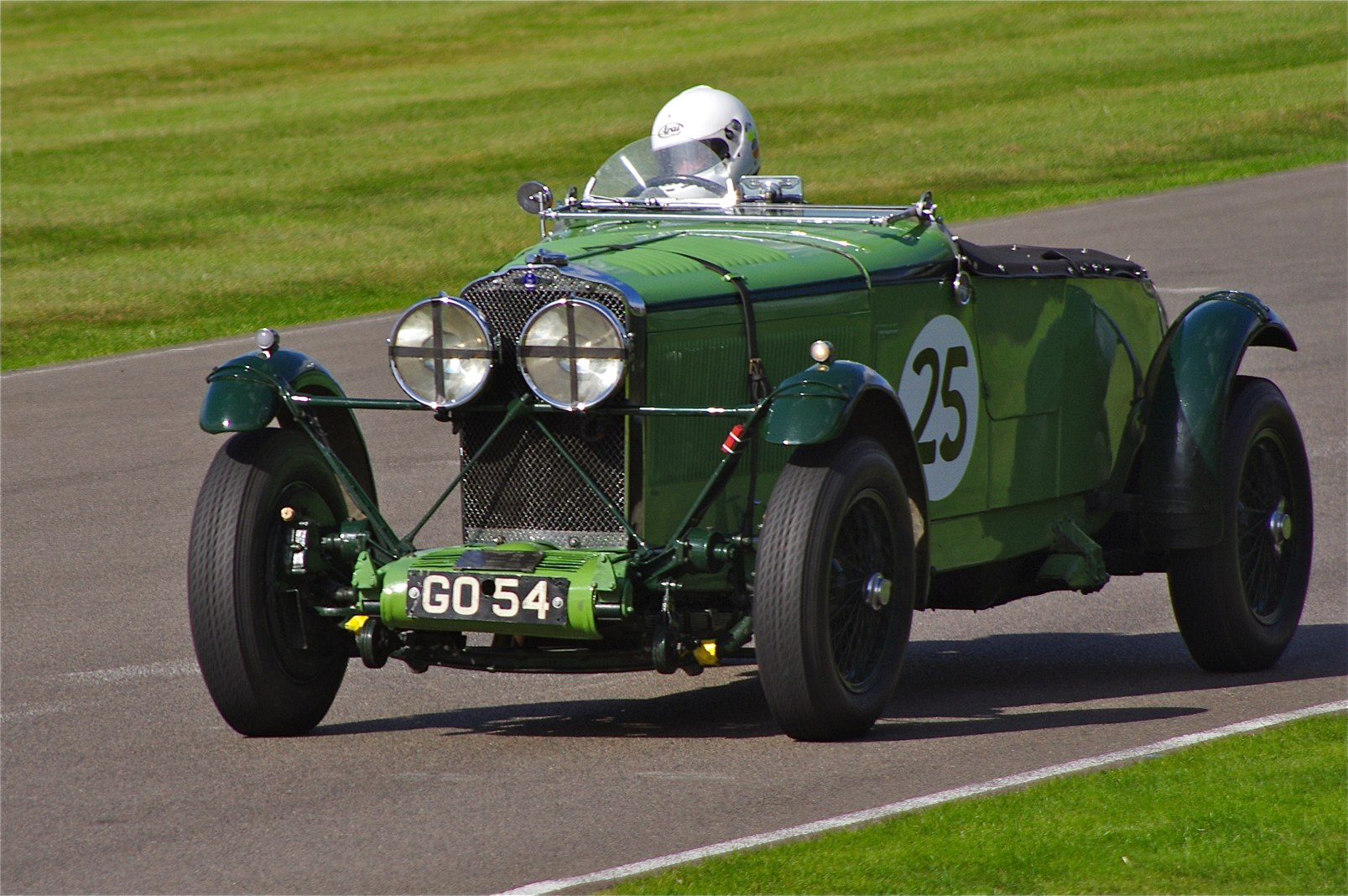
Auf einem Talbot AV105 erreichte Owen Saunders-Davies 1931 den dritten Gesamtrang beim 24-Stunden-Rennen von Le Mans

Arthur Owen Saunders-Davies (* 2. Juni 1901 in Newcastle Emlyn; † 12. Oktober 1959 in Romsey) war ein britischer Autorennfahrer.

## Karriere im Motorsport
Owen Saunders-Davies war Mitglied der Saunders-Davies-Familie, die über viele Generationen in der walisischen Grafschaft Pembrokeshire ein großes Landgut unterhielt. In den 1930er-Jahren war er als Rennfahrer aktiv und feierte die meisten Erfolge auf der Rennbahn von Brooklands. 1932 wurde er Zweiter beim 1000-Meilen-Rennen von Brooklands. Geschlagen wurde der auf einem Talbot AV105 alleinfahrende Saunders-Davies von einem Damenduo. Elsie Wisdom und Joan Richmond erzielten einen vielbeachteten Gesamtsieg auf einem Riley 9.
Dreimal war er beim 24-Stunden-Rennen von Le Mans am Start. Während er 1934 als Partner von Freddie de Clifford nach einem Ventilschaden am Alfa Romeo 8C 2300 vorzeitig ausfiel, beendete er das Rennen 1931 gemeinsam mit Tim Rose-Richards als Gesamtdritter.
Owen Saunders-Davies starb im Oktober 1959 bei einem Autounfall in Romsey.

## Statistik

### Le-Mans-Ergebnisse
| Jahr | Team                         | Fahrzeug            | Teamkollege             | Platzierung | Ausfallgrund  |
| ---- | ---------------------------- | ------------------- | ----------------------- | ----------- | ------------- |
| 1929 | Colonel Warwick Wright       | Invicta LC 4½ Litre | Cecil Wingfield Fiennes | Ausfall     | Motorschaden  |
| 1931 | Arthur Fox & Charles Nicholl | Talbot AV105        | Tim Rose-Richards       | Rang 3      |               |
| 1934 | Tim Rose-Richards            | Alfa Romeo 8C 2300  | Freddie de Clifford     | Ausfall     | Ventilschaden |